# Vestre Slidre
Vestre Slidre és un municipi situat al comtat d'Innlandet, Noruega. Té 2.168 habitants (2016) i té una superfície de 463 km². El centre administratiu del municipi és el poble de Slidre.
El municipi limita al nord-oest amb Vang, al nord-est amb Øystre Slidre, a l'est amb Nord-Aurdal, i al sud-oest amb Hemsedal. Vestre Slidre és part de la regió de Valdres, al centre-sud de Noruega. Es troba entre les valls de Gudbrandsdal i Hallingdal.
Al terme municipal hi podem trobar l'església de fusta de Lomen.